# Орнамент
Орнамент, од латинског ornamentum је украс у архитектури.
Мотив који је цртан, бојен, или вајан или клесан и који украшава једну површину. Орнамент може бити геометријски (меандар, зупчасти, цик-цак), вегетацијски и зооморфни, односно настао стилизацијом биљних и животињских облика. Први орнаменти настали су још у палеолиту и од тада до сецесије у различитим историјским стиловима играју велику улогу. Улога орнамента је чисто естетска и не утиче стварно на структуру самог предмета. Управо због тога модерна уметност одбацује орнамент, сматрајући га са становишта синтезе форме, функције и структуре сувишним.

## Културна порука
Са различитим варијацијама орнамента се састајемо у разним светским културама где је орнамент или личан културни елеменат или је преузет од неке развијеније културе. Функције орнамента су историјски условљене и својевремено практична особина орнамента се може променити на естетску функцију. Орнамент одражава представу света о елементарним силама (свастика- сунце, ломљена линија- бљесак), животних изјава (ритам орнамента), пројекције активних поставки ка свету и животу.
Досада је познато преко пет хиљада орнамената, који се могу према разним гледиштима делити из погледа на мотиве, структуре основних облика (квадрат, правоугаоник, троугао), из начина следа ритма (симетрија или асиметрија), технике извођења, материјала и сл. Орнамент спроводи архитектонско и уметничко стварање дела у којима заузима споредно или доминантно значење (исламска архитектура и уметност). Варијабилност орнамента је посебно висока у арапској орнаментици. А посебно слаба у доба антике. Старовековна уметност из доба старе Грчке цивилизације је створила многе форме орнамената са разним варијацијама као дорски ред, преко јонског реда све до коринтског рада. Римска уметност је преузела ове облике орнамената за властиту употребу. Често приликом преузимања је орнамент који је имао претходне облике тако је грчки орнамент имао претходника у египатској уметности у облику који је имао сложене развојне фазе у формама лотосовог орнамента. За антику је био карактеристичан облик меандра, акантуса, палмета док је у германској и скитској уметности преовладавао животињски орнамент а у готици је владао вегетативни мотив лишћа а у ренесанси мотив цветног орнамента.
Други орнаментални стилови имају спојеве са овим културама: Астеци Арабијска култура, Помпеји, Византија, Персија, Келтска култура, Кинеска култура, јапанска култура, Турска култура, Индијска култура, Средњи век, Маури, Немачка ренесанса, Италијанска ренесанса и друге.

## Савремени орнамент
Савремена архитектура заснива се на елиминацији орнамената у прилог функционализма и оставила је архитектима начине како да се изборе са проблемом да се уреде савремене грађевине. Као решење се нуде два правца. Један је употребљавање савременог орнамента у архитектури као у делима Френка Лоида Рајта или Антони Гаудија. Овај стил Арт Нуово је био упркос њене екстравагантности један од путева употребљавање орнамента у архитектури.
Радикалан пут је водио ка укидању орнамената као целина. Тако смо налазили на безорнаменталне објекте у предметима који су у употреби. Са радовима Ле Корбизијеа и Баухауса у 20- им годинама 20. века недостатак односно абсенција орнамената у архитектури је означио савремену архитектуру када се овај стил промовише као интернационални стил у архитектури .
Но поступом времена се орнамент опет постепено појављује. 1959. године Лудвиг Мис ван дер Рое предложио је серију структурално непотребних вертикалних елемената на површини зграде а Филип Џонсон предлаже зграду „АТ&Т“ на Менхетну коју критичари сматрају за једну од првих постмодернистичких грађевина у архитектури са обложеним ружичастим гранитом када је дискусија о искориштавању орнамената у архитектури била завршена.